# Bundestagswahlkreis Augsburg-Stadt
Der Bundestagswahlkreis Augsburg-Stadt (Wahlkreis 251; bis zur Bundestagswahl 2021 Wahlkreis 252) ist seit 1949 ein Wahlkreis in Bayern. Er umfasst die kreisfreie Stadt Augsburg. Da der bayerische Regierungsbezirk Schwaben zur Bundestagswahl 2025 einen zusätzlichen Wahlkreis erhielt, wurden die meisten schwäbischen Wahlkreise verkleinert. Der Wahlkreis Augsburg-Stadt gab dabei die Stadt Königsbrunn an den Wahlkreis Augsburg-Land ab.

## Wahlergebnisse

### Bundestagswahl 2025
Zur Bundestagswahl 2025 am 23. Februar wurden 11 Direktkandidaten und 17 Landeslisten zugelassen. Durch die Wahlrechtsreform 2023 wurde die Sitzzahl des Bundestags auf 630 festgelegt, Überhangmandate werden nicht mehr vergeben und ausgeglichen, daher zieht der Wahlkreissieger Ullrich nicht in den Bundestag. Weil Claudia Roth einen vorderen Listenplatz bei den Grünen hat, zieht sie über die Zweitstimmen ein.
| Kandidaten                                                                      | Kandidaten              | Parteien/Listen     | Erststimmen | Erststimmen | Zweitstimmen | Zweitstimmen |
| Kandidaten                                                                      | Kandidaten              | Parteien/Listen     | Stimmen     | %           | Stimmen      | %            |
| ------------------------------------------------------------------------------- | ----------------------- | ------------------- | ----------- | ----------- | ------------ | ------------ |
|                                                                                 | Volker Ullrich          | CSU                 | 45.744      | 31,1        | 41.917       | 28,4         |
|                                                                                 | Ulrike Bahr             | SPD                 | 20.701      | 14,1        | 19.791       | 13,4         |
|                                                                                 | Claudia Roth            | GRÜNE               | 30.321      | 20,6        | 24.311       | 16,5         |
|                                                                                 | Maximilian Funke-Kaiser | FDP                 | 4.138       | 2,8         | 6.076        | 4,1          |
|                                                                                 | Raimond Scheirich       | AfD                 | 25.488      | 17,3        | 25.826       | 17,5         |
|                                                                                 | Michael Wörle           | FREIE WÄHLER        | 5.462       | 3,7         | 3.359        | 2,3          |
|                                                                                 | Elisabeth Wiesholler    | LINKE               | 10.969      | 7,4         | 15.568       | 10,6         |
|                                                                                 | Peter Knörzer           | dieBasis            | 1.433       | 1,0         | 679          | 0,5          |
|                                                                                 | –                       | Tierschutzpartei    | –           | –           | 1.189        | 0,8          |
|                                                                                 | –                       | Die PARTEI          | –           | –           | 931          | 0,6          |
|                                                                                 | Maria Brandenstein      | ÖDP                 | 1.078       | 0,7         | 557          | 0,4          |
|                                                                                 | –                       | BP                  | –           | –           | 162          | 0,1          |
|                                                                                 | Fabian Kahn             | Volt                | 1.726       | 1,2         | 1.011        | 0,7          |
|                                                                                 | –                       | PdH                 | –           | –           | 139          | 0,1          |
|                                                                                 | Emil Bauer              | MLPD                | 243         | 0,2         | 93           | 0,1          |
|                                                                                 | –                       | BÜNDNIS DEUTSCHLAND | –           | –           | 119          | 0,1          |
|                                                                                 | –                       | BSW                 | –           | –           | 5.831        | 4,0          |
| Gesamt                                                                          | Gesamt                  | Gesamt              | 147.303     | 100         | 147.559      | 100          |
|                                                                                 |                         |                     |             |             |              |              |
| Ungültige Stimmen                                                               | Ungültige Stimmen       | Ungültige Stimmen   | 803         | 0,5         | 547          | 0,4          |
| Wähler                                                                          | Wähler                  | Wähler              | 148.106     | 79,4        | 148.106      | 79,4         |
| Wahlberechtigte                                                                 | Wahlberechtigte         | Wahlberechtigte     | 186.447     |             | 186.447      |              |
|                                                                                 |                         |                     |             |             |              |              |
| Anmerkung: kein Kandidat hat ein Direktmandat bekommen (siehe Wahlrechtsreform) |                         |                     |             |             |              |              |
|                                                                                 |                         |                     |             |             |              |              |
| Quellen: Die Bundeswahlleiterin, Kandidaten – Stimmen                           |                         |                     |             |             |              |              |

Kursive Direktkandidaten kandidieren nicht für die Landesliste, kursive Parteien treten ohne Landesliste an.

### Bundestagswahl 2021
Zur Bundestagswahl 2021 am 26. September wurden 16 Direktkandidaten und 26 Landeslisten zugelassen.
| Kandidaten                                            | Kandidaten                  | Parteien/Listen      | Erststimmen | Erststimmen | Zweitstimmen | Zweitstimmen |
| Kandidaten                                            | Kandidaten                  | Parteien/Listen      | Stimmen     | %           | Stimmen      | %            |
| ----------------------------------------------------- | --------------------------- | -------------------- | ----------- | ----------- | ------------ | ------------ |
|                                                       | Volker Ullrichgewählt im WK | CSU                  | 42.780      | 28,1        | 38.653       | 25,4         |
|                                                       | Ulrike Bahr                 | SPD                  | 27.453      | 18,0        | 29.200       | 19,2         |
|                                                       | Raimond Scheirich           | AfD                  | 13.431      | 8,8         | 13.888       | 9,1          |
|                                                       | Alexander Meyer             | FDP                  | 12.880      | 8,5         | 16.969       | 11,1         |
|                                                       | Claudia Roth                | GRÜNE                | 31.347      | 20,6        | 28.971       | 19,0         |
|                                                       | Frederik Hintermayr         | LINKE                | 7.168       | 4,7         | 6.952        | 4,6          |
|                                                       | Bernhard Müller             | FREIE WÄHLER         | 6.540       | 4,3         | 6.446        | 4,2          |
|                                                       | Alexander Mai               | ÖDP                  | 1.637       | 1,1         | 936          | 0,6          |
|                                                       | -                           | Tierschutzpartei     | –           | –           | 1.624        | 1,1          |
|                                                       | Anton Steinböck             | BP                   | 645         | 0,4         | 472          | 0,3          |
|                                                       | Roland Kurschat             | Die PARTEI           | 2.395       | 1,6         | 1.683        | 1,1          |
|                                                       | -                           | PIRATEN              | –           | –           | 578          | 0,4          |
|                                                       | -                           | NPD                  | –           | –           | 90           | 0,1          |
|                                                       | Anna Xenia Weingart         | V-Partei³            | 954         | 0,6         | 479          | 0,3          |
|                                                       | -                           | Gesundheitsforschung | –           | –           | 178          | 0,1          |
|                                                       | Emil Bauer                  | MLPD                 | 166         | 0,1         | 98           | 0,1          |
|                                                       | -                           | DKP                  | –           | –           | 30           | 0,0          |
|                                                       | Klaus Jaeger                | dieBasis             | 3.399       | 2,2         | 3.092        | 2,0          |
|                                                       | -                           | Bündnis C            | –           | –           | 116          | 0,1          |
|                                                       | -                           | Der III. Weg         | –           | –           | 62           | 0,0          |
|                                                       | -                           | du.                  | –           | –           | 91           | 0,1          |
|                                                       | -                           | LKR                  | –           | –           | 38           | 0,0          |
|                                                       | -                           | Die Humanisten       | –           | –           | 173          | 0,1          |
|                                                       | -                           | Team Todenhöfer      | –           | –           | 802          | 0,5          |
|                                                       | -                           | UNABHÄNGIGE          | –           | –           | 250          | 0,2          |
|                                                       | Nelly Rüttiger              | Volt                 | 697         | 0,5         | 589          | 0,4          |
|                                                       | Alexandra Kolb              | Einzelbewerberin a   | 242         | 0,2         | –            | –            |
|                                                       | Ediz Sirin                  | Einzelbewerber       | 577         | 0,4         | –            | –            |
| Gesamt                                                | Gesamt                      | Gesamt               | 152.311     | 100         | 152.460      | 100          |
|                                                       |                             |                      |             |             |              |              |
| Ungültige Stimmen                                     | Ungültige Stimmen           | Ungültige Stimmen    | 1.004       | 0,7         | 855          | 0,6          |
| Wähler                                                | Wähler                      | Wähler               | 153.315     | 73,9        | 153.315      | 73,9         |
| Wahlberechtigte                                       | Wahlberechtigte             | Wahlberechtigte      | 207.543     |             | 207.543      |              |
|                                                       |                             |                      |             |             |              |              |
| Quellen: Die Bundeswahlleiterin, Kandidaten – Stimmen |                             |                      |             |             |              |              |

Kursive Direktkandidaten kandidieren nicht für die Landesliste, kursive Parteien sind nicht Teil der Landesliste.

### Bundestagswahl 2017
Zur Bundestagswahl 2017 am 24. September wurden 10 Direktkandidaten und 21 Landeslisten zugelassen.
| Direktkandidat                         | Partei               | Erststimmen in % | Zweitstimmen in % |
| -------------------------------------- | -------------------- | ---------------- | ----------------- |
| Volker Ullrich                         | CSU                  | 34,8             | 31,8              |
| Ulrike Bahr                            | SPD                  | 19,3             | 15,9              |
| Claudia Roth                           | GRÜNE                | 13,9             | 12,4              |
| Maximilian Ludwig Funke genannt Kaiser | FDP                  | 6,1              | 10,0              |
| Markus Artur Ernst Bayerbach           | AfD                  | 13,3             | 13,8              |
| Frederik Hintermayr                    | LINKE                | 8,5              | 9,0               |
| Ruth Maria Abmayr                      | FREIE WÄHLER         | 2,1              | 1,5               |
| -                                      | PIRATEN              | -                | 0,6               |
| Robert Huemer                          | ÖDP                  | 1,6              | 0,8               |
| -                                      | BP                   | -                | 0,5               |
| -                                      | NPD                  | -                | 0,2               |
| -                                      | Tierschutzpartei     | -                | 1,0               |
| Emil Karl Eckehard Bauer               | MLPD                 | 0,3              | 0,1               |
| Hannelore Fackler-Plump                | Büso                 | 0,2              | 0,1               |
| -                                      | BGE                  | -                | 0,2               |
| -                                      | DiB                  | -                | 0,2               |
| -                                      | DKP                  | -                | 0,0               |
| -                                      | DM                   | -                | 0,2               |
| -                                      | Die PARTEI           | -                | 1,1               |
| -                                      | Gesundheitsforschung | -                | 0,1               |
| -                                      | V-Partei³            | -                | 0,4               |

### Bundestagswahl 2013
| Direktkandidat              | Partei               | Erststimmen in % | Zweitstimmen in % |
| --------------------------- | -------------------- | ---------------- | ----------------- |
| Volker Ullrich              | CSU                  | 44,4             | 43,6              |
| Ulrike Bahr                 | SPD                  | 25,1             | 22,2              |
| Miriam Gruß                 | FDP                  | 3,4              | 4,7               |
| Claudia Roth                | GRÜNE                | 11,0             | 10,5              |
| Alexander Süßmair           | LINKE                | 4,9              | 5,6               |
| Claudius Roggenkamp         | PIRATEN              | 2,7              | 2,6               |
| Manfred Waldukat            | NPD                  | 0,7              | 0,6               |
| —                           | ÖDP                  | —                | 0,8               |
| Helmut Dürrwanger           | REP                  | 0,6              | 0,5               |
| Otto Paul Hans Blank        | Bündnis 21/RRP       | 0,1              | 0,1               |
| —                           | BP                   | —                | 0,6               |
| —                           | Die Tierschutzpartei | —                | 0,8               |
| —                           | DIE VIOLETTEN        | —                | 0,2               |
| Hannelore Fackler-Plump     | BüSo                 | 0,1              | 0,0               |
| Emil Karl Eckehard Bauer    | MLPD                 | 0,1              | 0,1               |
| Thomas Günter Eisinger      | AfD                  | 4,8              | 5,4               |
| —                           | pro Deutschland      | —                | 0,1               |
| —                           | DIE FRAUEN           | —                | 0,2               |
| Rose-Marie Kranzfelder-Poth | FREIE WÄHLER         | 2,1              | 1,5               |
| —                           | PARTEI DER VERNUNFT  | —                | 0,1               |

### Bundestagswahl 2009
| Direktkandidat          | Partei               | Erststimmen in % | Zweitstimmen in % | Bundestagswahl 2005 Zweitstimmen in % |
| ----------------------- | -------------------- | ---------------- | ----------------- | ------------------------------------- |
| Christian Ruck          | CSU                  | 42,2             | 38,5              | 49,2                                  |
| Heinz Paula             | SPD                  | 19,6             | 18,6              | 28,0                                  |
| Claudia Roth            | GRÜNE                | 14,6             | 12,6              | 10,5                                  |
| Miriam Gruß             | FDP                  | 10,9             | 13,1              | 9,1                                   |
| —                       | REP                  | —                | 0,7               | 1,0                                   |
| Alexander Süßmair       | LINKE                | 6,9              | 7,9               | 4,1                                   |
| Rudolf Rieger           | NPD                  | 1,6              | 1,2               | 1,1                                   |
| —                       | PBC                  | —                | 0,1               | 0,2                                   |
| Max Walser              | BP                   | 0,8              | 0,5               | 0,2                                   |
| Joachim Jürgen Preuß    | RRP                  | 1,2              | 1,1               | —                                     |
| Robert Huemer           | ödp                  | 1,2              | 0,8               | —                                     |
| Hannelore Fackler-Plump | BüSo                 | 0,1              | 0,1               | 0,2                                   |
| —                       | FAMILIE              | —                | 0,5               | 0,5                                   |
| Emil Bauer              | MLPD                 | 0,2              | 0,1               | 0,1                                   |
| —                       | Die Tierschutzpartei | —                | 0,7               | —                                     |
| —                       | PIRATEN              | —                | 3,1               | —                                     |
| —                       | CM                   | —                | 0,1               | 0,0                                   |

## Wahlkreisabgeordnete seit 1949
| Wahl | Name                                      | Partei |
| ---- | ----------------------------------------- | ------ |
| 1949 | Josef Ferdinand Kleindinst                | CSU    |
| 1953 | Josef Ferdinand Kleindinst                | CSU    |
| 1957 | Otto Weinkamm                             | CSU    |
| 1961 | Otto Weinkamm                             | CSU    |
| 1965 | Anton Ott                                 | CSU    |
| 1969 | Anton Ott                                 | CSU    |
| 1972 | Max Amling                                | SPD    |
| 1976 | Stefan Höpfinger                          | CSU    |
| 1980 | Stefan Höpfinger                          | CSU    |
| 1983 | Stefan Höpfinger                          | CSU    |
| 1987 | Stefan Höpfinger                          | CSU    |
| 1990 | Christian Ruck                            | CSU    |
| 1994 | Christian Ruck                            | CSU    |
| 1998 | Christian Ruck                            | CSU    |
| 2002 | Christian Ruck                            | CSU    |
| 2005 | Christian Ruck                            | CSU    |
| 2009 | Christian Ruck                            | CSU    |
| 2013 | Volker Ullrich                            | CSU    |
| 2017 | Volker Ullrich                            | CSU    |
| 2021 | Volker Ullrich                            | CSU    |
| 2025 | Niemand – ungenügende Zweitstimmendeckung |        |

## Wahlkreisgeschichte
| Wahl      | Wahlkreisname      | Gebiet                                                       |
| --------- | ------------------ | ------------------------------------------------------------ |
| 1949      | 41 Augsburg-Stadt  | Stadt Augsburg                                               |
| 1953–1961 | 236 Augsburg-Stadt | Stadt Augsburg                                               |
| 1965–1972 | 238 Augsburg       | Stadt Augsburg                                               |
| 1976–1994 | 238 Augsburg-Stadt | Stadt Augsburg                                               |
| 1998      | 238 Augsburg-Stadt | Stadt Augsburg, vom Landkreis Augsburg die Stadt Königsbrunn |
| 2002–2005 | 253 Augsburg-Stadt | Stadt Augsburg, vom Landkreis Augsburg die Stadt Königsbrunn |
| 2009–2021 | 252 Augsburg-Stadt | Stadt Augsburg, vom Landkreis Augsburg die Stadt Königsbrunn |
| 2025–     | 251 Augsburg-Stadt | Stadt Augsburg                                               |